# Жечиця (гміна)
Гміна Жечиця (пол. Gmina Rzeczyca) — сільська гміна у центральній Польщі. Належить до Томашовського повіту Лодзинського воєводства.
Станом на 31 грудня 2011 у гміні проживало 4848 осіб.

## Площа
Згідно з даними за 2007 рік площа гміни становила 108.29 км², у тому числі:
- орні землі: 75.00%
- ліси: 17.00%

Таким чином, площа гміни становить 10.56% площі повіту.

## Населення
Станом на 31 грудня 2011:
| Опис     | Загалом | Загалом | Чоловіки | Чоловіки | Жінки | Жінки |
| -------- | ------- | ------- | -------- | -------- | ----- | ----- |
| одиниця  | осіб    | %       | осіб     | %        | осіб  | %     |
| все      | 4848    | 100     | 2507     | 51.71    | 2341  | 48.29 |
| міське   | 0       | 100     | 0        |          | 0     |       |
| сільське | 4848    | 100     | 2507     | 51.71    | 2341  | 48.29 |

## Сусідні гміни
Гміна Жечиця межує з такими гмінами: Іновлудз, Нове-Място-над-Пилицею, Одживул, Пошвентне, Цельондз, Черневіце.